# کارلوس سزار ماتئوس
کارلوس سزار ماتئوس (به پرتغالی: Carlos César Matheus) هافبک اهل برزیل است که در شهر Taquaritinga و در تاریخ ۲ اوت ۱۹۸۴ به دنیا آمده‌است.
کارلوس سزار ماتئوس در تیم‌های فوتبال América-SP سابقهٔ حضور دارد.